# Vierge d'Ognissanti
La Vierge d'Ognissanti ou de tous les saints (en italien Maestà di Ognissanti), est une œuvre du peintre Giotto di Bondone, peinte à la tempera et à l'or sur bois entre 1300 et 1303, créée pour l'église Ognissanti de Florence, qui lui donne son nom.
Elle a des dimensions monumentales : 325 × 204 cm. Elle est conservée à la Galerie des Offices de Florence, où elle est scéniquement exposée à proximité de deux retables de référence : la Maestà di Santa Trinita de Cimabue et la Madone Rucellai de Duccio.

## Historique
Ce retable a probablement été peint par le maître à son retour d'Assise ; certains critiques le placent un peu plus tard, après divers voyages de Giotto, vers 1314-1315, après les fresques de la chapelle des Scrovegni à Padoue, alors qu'il est si connu que Dante écrit la célèbre mention dans la Divine Comédie (Purgatorio, XI, 94-96), dans lequel il  mentionne, à propos du caractère éphémère de la renommée, comment celle de Giotto a maintenant éclipsé celle du maître Cimabue. Malgré les opinions contradictoires sur l'autographie, il est considéré par tous les critiques comme un chef-d'œuvre autographe de la plus haute qualité et d'une grande importance dans la carrière artistique de Giotto, ainsi que dans le développement de l'iconographie de la Vierge en Majesté.
La première mention de l'œuvre remonte à 1418 lorsque l'autel où elle se trouve à Ognissanti, le dernier à droite, est dédié à un certain Francesco di Benozzo. La première référence à Giotto en tant qu'auteur du tableau est celle de Lorenzo Ghiberti qui, dans ses Commentaires, décrit un « très grand tableau de Notre-Dame assise sur une chaise avec de nombreux anges autour ».
Un tel emplacement à l'origine, isolé, n'est pas très crédible. Le tableau était probablement à l'origine situé sur le côté droit de la clôture qui, avant le concile de Trente, séparait dans les églises la zone réservée aux prêtres (le chœur) de celle des fidèles, ou sur un autel à côté : l'Enfant bénissant est tourné aux trois quarts, le regard tourné vers la gauche.
En 1810, le retable a été sécularisé, retiré de l'église, attribué aux dépôts de peintures qui étaient en cours d'établissement à la Galerie de l'Académie, puis conservé à partir de 1919 aux Offices.

## Description et iconographie

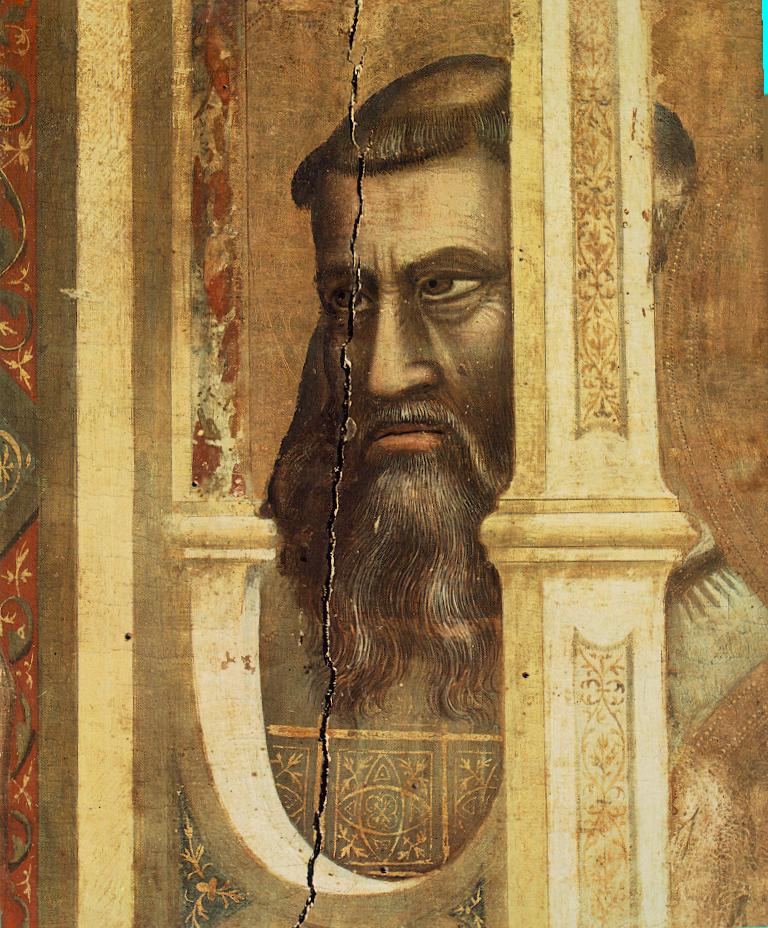
Détail.

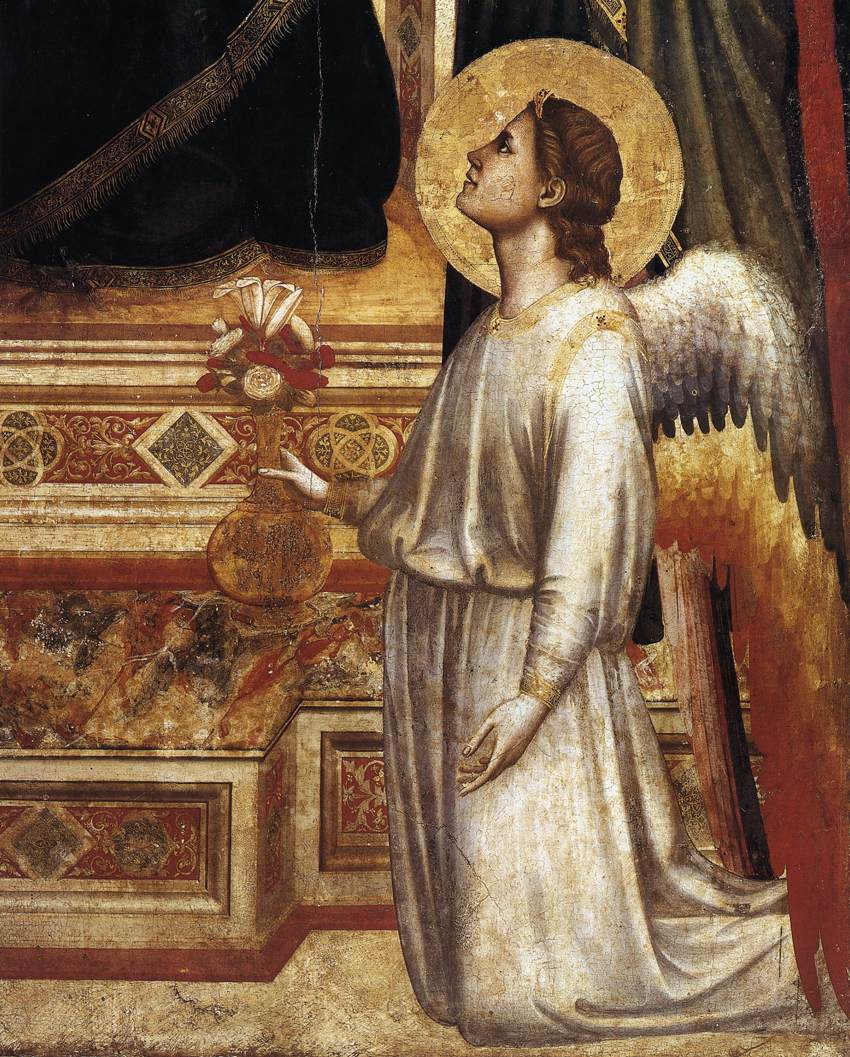
Détail.

La comparaison avec les œuvres précédentes donne la mesure de la façon dont l'art de Giotto évolue désormais vers un renouveau radical de la peinture, même si des éléments stylistiques archaïques ne manquent pas tels que le fond d'or et la perspective signifiante, cette dernière peut-être en raison du besoin de montrer le plus de fidèles possible autour de la Vierge. Le thème de la Maestà est réinterprété avec une grande originalité, centré sur la récupération de la spatialité tridimensionnelle de l'antiquité et sur le dépassement de la frontalité byzantine.
Les proportions et les contenus sont conformes aux habitudes picturales des Maestà : fond d'or, composition centrale de la Vierge portant l'Enfant, assise sur un trône dans une pose hiératique, anges et apôtres entourant le groupe.
Mais contrairement aux œuvres plus anciennes, les personnages latéraux ne sont pas placés les uns au-dessus des autres, ne sont pas aplatis, chacun possède une physionomie propre et, surtout, ils sont placés dans un dispositif perspectif que la construction précise du trône, avec son point de fuite central, ainsi que celle du baldaquin, accentuent  et précisent.
La Vierge à l'Enfant a un volume solide, bien développé en plasticité, avec un contraste net entre ombres et reflets, bien plus que dans l'œuvre voisine de Cimabue (la Maestà di Santa Trinita) antérieure d'une dizaine d'années. Le poids terrestre des personnages est mis en évidence par la fragilité des structures architecturales du trône qui est de style gothique français avec des décorations géométriques à la base. Les couleurs sont raffinées, comme le blanc nacré de la robe, le bleu lapis lazuli du manteau, le rouge intense de la doublure. Marie est une matrone qui, de manière tout à fait originale, sourit presque, ouvrant à peine les lèvres et montrant des dents blanches.
Les personnages sont encadrés par un trône à pinacle raffiné, créé selon une perspective intuitive mais efficace, qui accentue la profondeur spatiale malgré le fond d'or. Il est inspiré de Cimabue, mais a également une forte ressemblance avec celui de la Justice de la chapelle des Scrovegni. L'agencement des deux saints au dernier rang est également très original, visible uniquement à travers l'ouverture du trône, qui ressemble à un triptyque fermé ou à un ciborium décoré d'incrustations de marbre.
Comme dans la Madone Rucellai de Duccio et au contraire de la Maestà de Cimabue, les anges ne regardent pas le spectateur mais le groupe de la Vierge et de l'Enfant. Tous les regards des anges convergent vers le centre du tableau, avec la représentation de profil innovante de certains d'entre eux, une position réservée aux seules figures de gauche ( Judas, les démons...) dans l'art byzantin. Ils ont entre les mains des cadeaux pour la Vierge : une couronne, un coffret précieux et des vases avec des lys (symboles de pureté) et des roses (fleur mariale) : les vases sont parmi les premiers exemples de « nature morte » médiévale, déjà expérimentée par Giotto dans la chapelle Scrovegni.
Contrairement aux œuvres plus anciennes, Giotto crée un espace pictural dans lequel il dispose les anges et les saints avec vraisemblance : ils sont toujours rigoureusement symétriques, ils ne se dressent plus les uns sur les autres, ni ne sont aplatis, mais sont placés l'un derrière l'autre, chacun caractérisé par sa physionomie propre, finement humanisé et révélant une attention sans précédent aux données vraisemblables.
La technique picturale est très avancée et dépasse complètement le brouillon schématique en pointillé du XIIIe siècle, préférant une teinte délicate mais incisive et régulière, qui donne un nouveau volume aux figures. Le sens du volume obtenu avec le clair-obscur, les formes sculpturales, presque dilatées, et la simplification des formes, seront le point de départ des recherches de Masaccio.

## Analyse

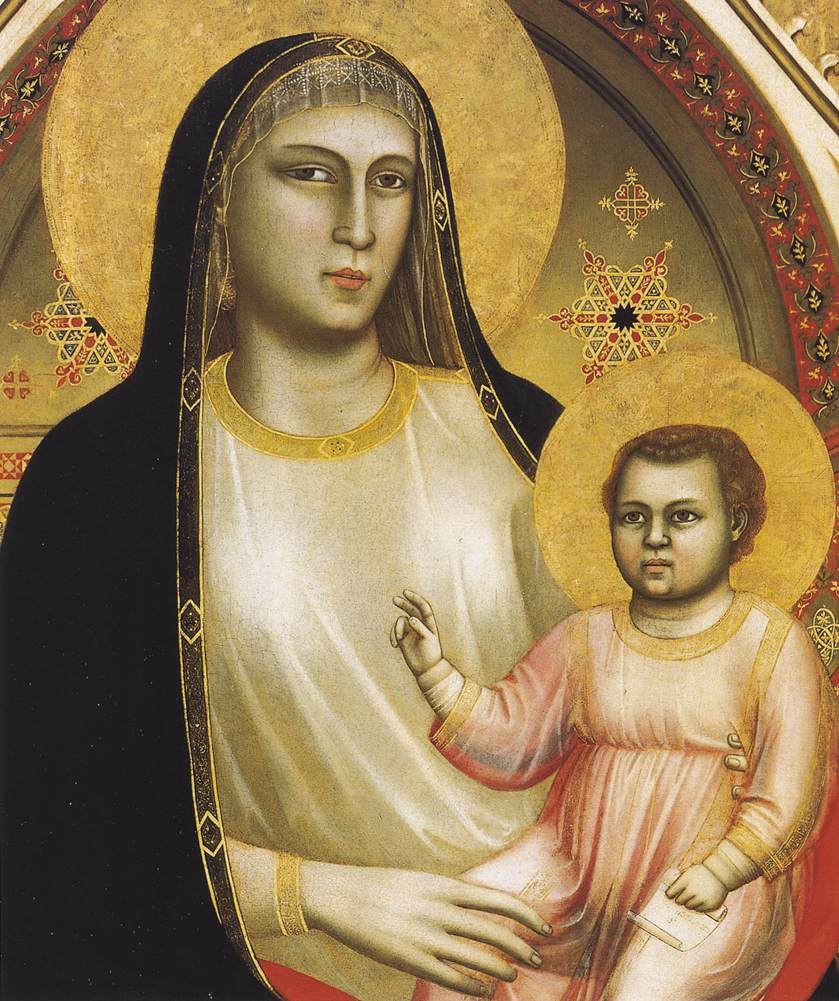
Détail.

Ce tableau annonce clairement le mouvement de la pré-Renaissance des primitifs italiens, qui, tout en validant les principes fondamentaux de la peinture byzantine (sujet, symbolisation des personnages sacrés, iconographie, symbolique des couleurs), commence à élaborer une autre peinture, en humanisant la représentation des personnages, leur individualisation, l'introduction d'une représentation cohérente et réaliste du décor (perspective formelle du trône, détails architecturaux, plans de placement des personnages).

## Sources
- (it) Cet article est partiellement ou en totalité issu de l’article de Wikipédia en italien intitulé « Maestà di Ognissanti » (voir la liste des auteurs).